# La princesa y el guisante

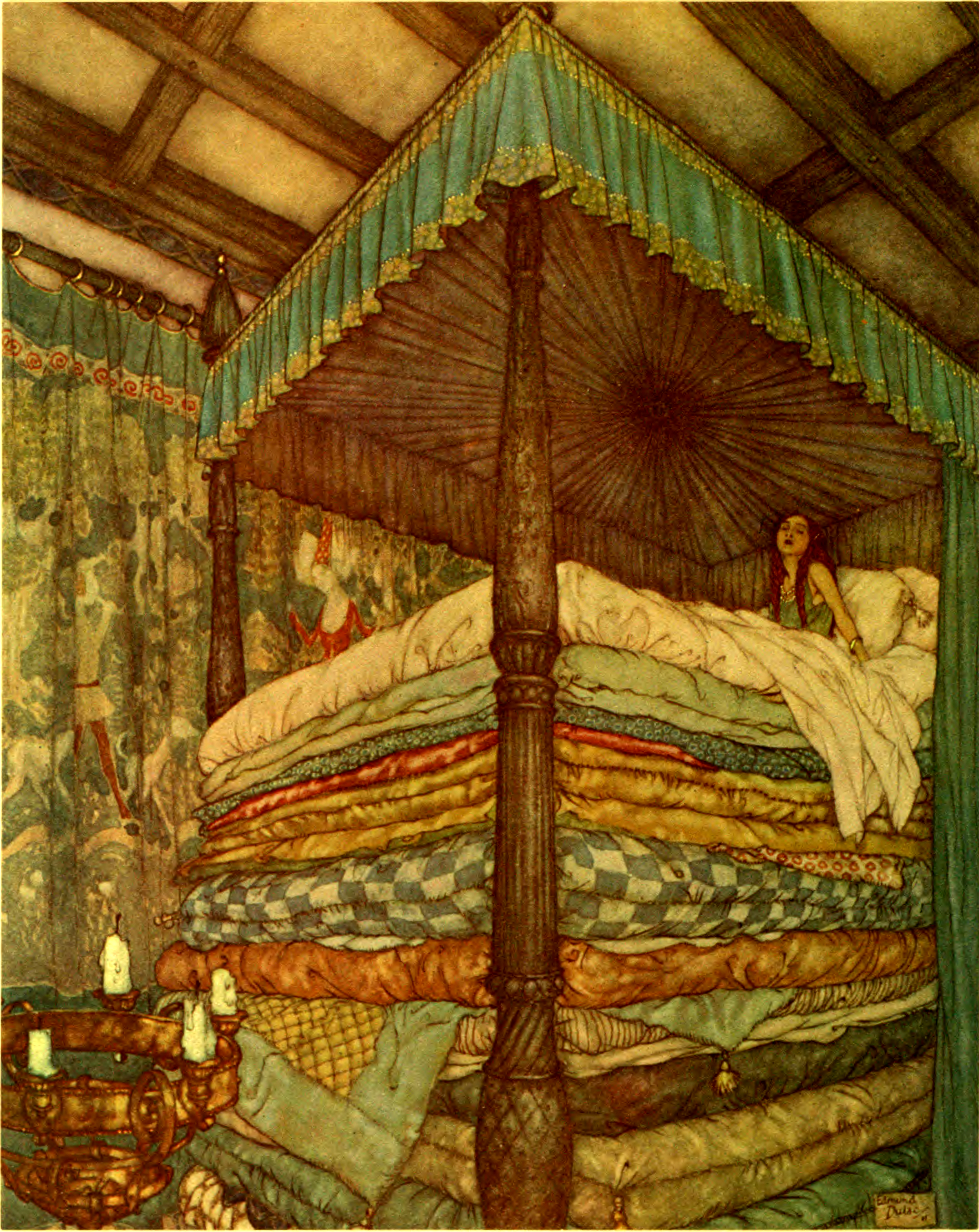
¡Apenas he cerrado los ojos en toda la noche! Dios sabe lo que había en la cama.

La princesa y el guisante (título original: Prinsessen paa Ærten), también conocido como Una verdadera princesa, es un cuento de hadas del escritor danés Hans Christian Andersen. Fue publicado por primera vez el 8 de mayo de 1835.
El cuento "La princesa y el guisante", que es el n.º 3 de la colección de Andersen, corresponde al tipo 704 de la clasificación de Aarne-Thompson: "La princesa y el guisante".
A diferencia de otros cuentos suyos y con finales realmente trágicos como "El soldadito de plomo" (donde el protagonista es quemado), "La pequeña cerillera" (donde la niña protagonista muere del frío del invierno) o "La sirenita" (donde la sirenita protagonista muere y no logra que el príncipe se enamore ni se case con ella), "La princesa y el guisante" sí tiene un final feliz.

## Argumento
Todo comienza en un reino con un príncipe heredero soltero y necesitado de una princesa con la que casar.
Como en otros cuentos de hadas, las mujeres tiene un papel preponderante, pero en esta ocasión son las auténticas protagonistas y no un complemento de la obra. En este caso la reina presenta al hijo varias candidatas y a todas las somete a una prueba para comprobar si realmente son de sangre real. Para saber si realmente tiene la sangre azul la madre las invita a dormir en una cama con varios colchones (algunas publicaciones dan un número de 20) y bajo los cuales ha colocado un guisante. Sólo aquellas que notan la legumbre bajo los mullidos colchones son realmente aptas para su hijo.
Ninguna lo logra hasta que una noche aparece la única superviviente de un naufragio (algo muy común en un pueblo marinero como el danés) que llega al castillo empapada, agotada y tiritando. Siguiendo la tradición hospitalaria de los castillos, como la presentada por Walter Scott en Ivanhoe, la muchacha es aceptada y atendida. Después de cenar la madre manda preparar una habitación con la misma prueba del guisante.
A la mañana siguiente la muchacha aparece con grandes ojeras y fatigada. La reina le pregunta por la cama y ella responde que tenía algo que no la dejaba dormir y que probablemente le ha llenado la espalda de cardenales, demostrando así ser la esposa idónea para su hijo.

## Interpretaciones del cuento
- La primera interpretación que siempre se ha hecho muestra a la sangre real como excesivamente refinada y muy poco resistente. Dando la idea de que los reyes no son capaces de adaptarse a circunstancias (en este caso un simple guisante) que otras personas ignorarían sin problemas y disfrutan de un plácido descanso.

- Frente a la visión anterior aparece otra del todo opuesta. Al final, la persona elegida para ser futura reina era una mujer lo bastante valiente para sobreponerse al viento y al naufragio, lo bastante fuerte como para imponerse al mar Báltico, con la bastante sangre real para no dejar de notar el guisante y lo bastante educada para no quejarse hasta ser preguntada.